# Малярівка
Малярівка — колишнє село в Україні, у Градизькому районі Полтавської області. Зараз територія села затоплена водами Кременчуцького водосховища.

## Історія
1862 року в селищі володарському на Сулі Малярівка було 39 дворів та жило 238 осіб (120 чоловічої та 118 жіночої статі).
Територію села затоплено під час будівництва Кременчуцького водосховища наприкінці 1950-х років[джерело?].
У державному архіві Черкаської області є документ про Малярівку: Ф. 476, оп. 1, спр. 139.